# 中谷宇吉郎

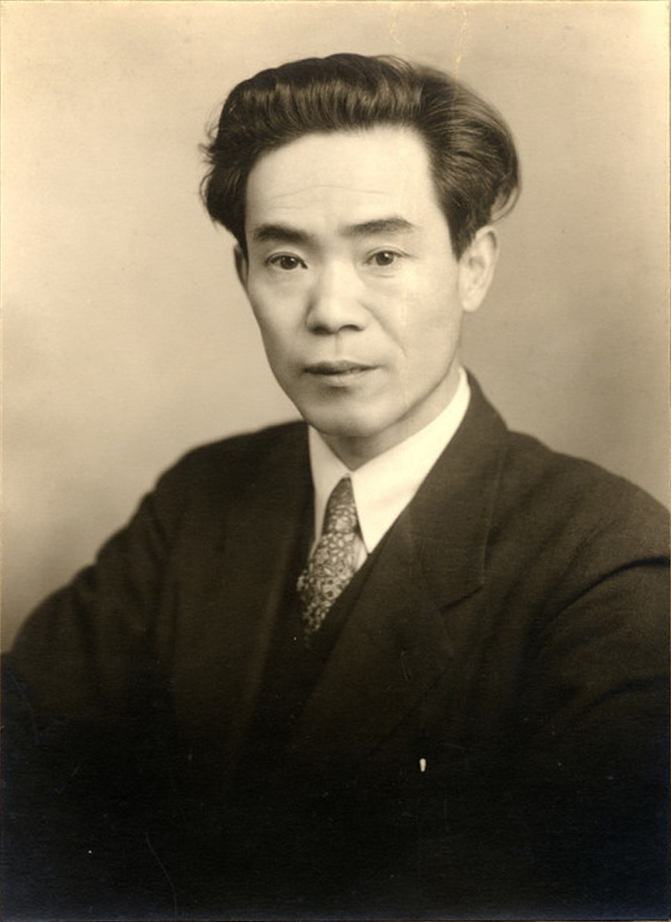
中谷宇吉郎

中谷 宇吉郎（日语： Nakaya Ukichiro，1900年7月4日—1962年4月11日）是日本物理學家，散文家，理學博士。石川縣江沼郡片山津町（現加賀市）人。北海道大學教授，人稱「雪博士」。正三位受位者。

## 生平
中谷宇吉郎于1900年出生于石川縣惠沼郡片山津町（現加賀市），1919年考入金澤的第四高等学校，進入該校的理科甲類，1922年畢業後，就讀于東京帝國大學理學部的物理系。1925年，他在大學畢業後立即進入理化研究所，成為寺田實驗室的助理。
1927年，中谷宇吉郎與藤岡綾結婚，次年前往英国在伦敦国王学院留学，师从欧文·理查森，研究长波长的X射线。留学期间，其妻藤岡綾因患白喉亡故。他在1930年回到日本，成为北海道帝國大學理學院的助教授，1931年獲得京都帝國大學理學博士學位，1932年升任教授，正是在这个时候，他开始了对雪花晶体的研究。
1935年，中谷宇吉郎开设低溫實驗室，并再婚，次年3月12日，他成功地制造了人工雪，成为世界上首个制作出人工雪的人。1938年，因被診斷出患有肝硬化，开始接受治疗。
1941年他发表了论文《雪的结晶与生长条件之关系》，在此项研究中编制了中谷图表（中谷ダイヤグラム / Nakaya Diagram），揭示了雪结晶的形状与气温、水蒸汽的过饱和度之间的关系；当年因研究雪的晶体获日本学士院奖。
第二次世界大战期间，在他的努力下，北海道大学成立了低温科学研究所；他在研究所为军方进行飞机防冰、除海雾等研究。战后，他曾有一段时间从事农业物理学研究，晚年先后赴美国和格陵兰研究冰的单晶。1962年4月11日，他在東京都文京區本鄉死于骨髓癌。

## 家庭
女兒中谷芙二子是2023年沃爾夫藝術獎得主。

## 著作
- 《冬の華》ISBN 4000028553

## 外部連結
- . kotobank （日语）.
- 维基共享资源上的相關多媒體資源：中谷宇吉郎